# Bucculatrix arnicella
Bucculatrix arnicella är en fjärilsart som beskrevs av Braun 1925. Bucculatrix arnicella ingår i släktet Bucculatrix och familjen kronmalar. Inga underarter finns listade i Catalogue of Life.